# Pete Parada
Pete Parada, né 9 juillet 1974 à Arkport, est le dernier batteur américain en date du groupe The Offspring, il a remplacé Atom Willard qui occupait le poste de 2003 à 2007.
Il a notamment été batteur de Face To Face et Saves The Day avant de rejoindre The Offspring courant 2007.
Il a effectué les tournées avec le groupe en 2008, 2009, 2010 et 2012.
Il participe à l'enregistrement du dernier album de The Offspring, sortie le 25 juin 2012.
Il est exclu du groupe en août 2021, refusant de se faire vacciner contre la COVID-19 à cause de son syndrome de Guilllain-Barré, son médecin lui ayant déconseillé.
Dans une interview publiée en novembre 2021, Dexter Holland et Kevin "Noodles" Wasserman ont détaillé les « obstacles » qu'ils ont continué à rencontrer lorsqu'ils ont examiné ce qu'il faudrait faire pour organiser une tournée avec un membre non vacciné du groupe, et ils ont déclaré que la décision avait été prise « pour le moment ».